# Finitismo
Finitismo é uma filosofia da matemática que aceita a existência de apenas objetos matemáticos finitos.  A filosofia finitista matemática é mais bem compreendida quando comparada à filosofia dominante da matemática, onde objetos matemáticos infinitos, como conjuntos infinitos, são aceitos como legítimos objetos matemáticos existentes no universo platônico da matemática.

## Ideia principal
A principal ideia  da matemática finitista é não aceitar a existência de objetos infinitos como os conjuntos infinitos. Embora todos os números naturais sejam aceitos como existentes, o conjunto de todos números naturais não é considerado existente como um objeto matemático. Portanto, a quantificação sobre domínios infinitos não é considerada como algo que tenha significado. A teoria matemática frequentemente associada ao finitismo é a aritmética primitiva recursiva de Thoralf Skolem.

## História
A introdução dos objetos matemáticos infinitos foi um desenvolvimento na matemática que ocorreu há poucos séculos. O uso de objetos infinitos foi um tema controverso entre os matemáticos. A questão encarou uma nova fase quando Georg Cantor, começando em 1874, introduziu o que é hoje chamado de  teoria ingênua dos conjuntos e usou disso como base para seu trabalho no campo dos números transfinitos. Quando paradoxos como o Paradoxo de Russell, Paradoxo de Berry e o Paradoxo de Burali-Forti foram descobertos através da teoria ingênua dos conjuntos de Cantor, a questão tornou-se um tema bastante "falado"(discutido) entre os matemáticos.
Vários pontos de vista diferentes foram tomados pelos matemáticos em relação ao tema discutido . Todos concordavam a respeito dos objetos finitos matemáticos como sendo números naturais. No entanto, havia várias discordâncias em relação aos objetos matemáticos infinitos. Um dos pontos de vista foi o do intuicionismo matemático, defendido por Luitzen Egbertus Jan Brouwer, que rejeitou  a existência de objetos infinitos até que eles estivessem "construídos".
Uma outra posição foi a aprovada por David Hilbert: objetos matemáticos finitos são objetos concretos, objetos matemáticos infinitos são objetos abstratos (ideais), e a aceitação dos objetos matemáticos abstratos não gera problema em relação aos objetos matemáticos finitos. Mais formalmente, Hilbert acreditava que é possível mostrar que qualquer teorema sobre objetos matemáticos finitos pode ser obtido usando tanto objetos abstratos infinitos como pode ser obtido sem usá-los. Portanto, aceitar objetos matemáticos infinitos não causaria problema quanto aos objetos finitos. Isso levou ao programa de Hilbert de provar a consistência da teoria dos conjuntos por meio do uso de meios finitistas, pois isso implicaria o fato de que a adição de objetos matemáticos ideais é conservativa sobre a parte finitista. As observações de Hilbert também são associadas à filosofia formalista da matemática (formalismo). O objetivo de Hilbert, de provar a consistência da teoria dos conjuntos ou até mesmo da aritmética através de meios finitistas, tornou-se impossível devido aos teoremas da incompletude de Gödel. Entretanto, pela "grand conjecture" de Harvey Friedman, a maioria dos resultados matemáticos deve ser provada usando meios finitistas.
Hilbert não deu uma explicação rigorosa sobre o que ele considera finitista e refere-se como elementar. Entretanto, baseado no seu trabalho junto com Paul Bernays, alguns "experts", como William Tait, argumentaram que a aritmética primitiva recursiva pode ser considerada como um limite superior no que Hilbert considerava como matemática finitista.
Anos depois dos teoremas de Gödel, quando ficou claro que não existe esperança em provar a consistência da matemática e que com o desenvolvimento da teoria axiomática, como os Axiomas de Zermelo-Fraenkel, e com a falta de qualquer evidência contra a sua consistência, a maioria dos matemáticos perdeu interesse no tema em questão. Hoje, os matemáticos mais clássicos são considerados platônicos e acreditam na existência de objetos matemáticos infinitos.

## Finitismo clássico vs Finitismo rigoroso (estrito)
No seu livro "Philosophy of Set Theory", Mary Tiles caracteriza aqueles que "permitem" o objeto enumerável (infinito contável) como finitistas clássicos, e aqueles que não permitem os objetos enumeráveis como finitistas rigorosos (estritos). Historicamente, a matemática era classicamente finitista até Cantor descobrir sobre a hierarquia dos cardinais transfinitos no final do século XIX.

## Pontos de vista em relação aos objetos matemáticos infinitos
Leopold Kronecker permaneceu como um opositor à teoria dos conjuntos de Cantor  :
"Deus criou todos os números naturais, todo o resto é trabalho humano".
Reuben Goodstein é outro defensor do finitismo. Alguns de seus trabalhos envolveram a construção até a análise de fundamentos finitistas.
Apesar de negar, grande parte do trabalho matemático de Ludwig Wittgenstein tem uma grande relação com o finitismo.
Se os finitistas forem comparados com os transfinitistas (defensores, de por exemplo, a hierarquia de infinitos de Georg Cantor), então  Aristóteles poderia ser considerado como um finitista estrito (rigoroso). Aristóteles promoveu a noção do infinito potencial como sendo uma opção intermediária entre o finitismo estrito e o infinito real. (Note que o infinito real de Aristóteles significa simplesmente a realização de algo que não tem fim na natureza, quando em contraste a isso, o infinito real de Cantor significa os números ordinais e cardinais transfinitos, que por sua vez não tem nada a ver com as coisas na natureza) : 
"Mas por outro lado, ao supor que o infinito não existe, de qualquer forma, isso implica várias consequências impossíveis : haverá um começo e um fim dos tempos, uma magnitude não será divisível em magnitudes e números não serão infinitos. Se, depois de tudo isso, levando em consideração as observações acima, nenhuma alternativa parecer possível, um árbitro deverá ser chamado. "
— Aristóteles, Física, Livro 3, Capítulo 6

## Outra filosofia da matemática relacionada com o finitismo
Ultrafinitismo (também conhecido como ultraintuicionismo) tem uma atitude conservadora ainda maior em relação aos objetos matemáticos do que o finitismo, e tem objeções à existência dos objetos matemáticos finitos quando eles são muito grandes.